# Slavko Cicak
Slavko Cicak (Podgorica, 25 de octubre de 1969) es un jugador de ajedrez sueco de origen montenegrino, que tiene el título de Gran Maestro desde 2001. En la lista de Elo de la Federación Internacional de Ajedrez (FIDE) de marzo de 2015, tenía un Elo de 2505 puntos, lo que le convertía en el jugador número 8 (en activo) de Suecia. Su máximo Elo fue de 2579 puntos, en la lista de marzo de 2012 (posición 320 en el ranking mundial).

## Resultados destacados en competición
En 2004 ganó el Abierto Internacional de Ajedrez de Figueras Miquel Mas. En 2005 empató para los puestos 6.º al 9.º con Normunds Mieza, Joel Benjamin y Alexander Babur en el Campeonato de la Unión Europea. En 2006, Cicak empató para los puestos 2.º al 5.º con José González García, Leonid Gofshtein y Josep Manuel López Martínez en el VIII Abierto internacional de Sants en Barcelona. Finalmente, Cicak ha participado representando a Suecia en las Olimpiadas de ajedrez de 2006, 2008 y 2010.